# Dirphya sessensis
Dirphya sessensis är en skalbaggsart. Dirphya sessensis ingår i släktet Dirphya och familjen långhorningar.

## Underarter
Arten delas in i följande underarter:
- D. s. sessensis
- D. s. intermedia
- D. s. katangensis